# チャールズ・メルヴィル・デューイ
チャールズ・メルヴィル・デューイ（Charles Melville Dewey、1849年 - 1937年1月17日）は、アメリカ合衆国の画家である。「トーナリズム」のスタイルで風景画を描いた。

## 略歴
ニューヨーク州ルイス郡のロービル（Lowville）で農家の息子に生まれた。股関節の病気で12歳から17歳の間はベッドで過ごすことになり、読書と美術への関心を育んだ。20歳を過ぎた1874年からニューヨークのナショナル・アカデミー・オブ・デザインで学んだ。その後パリに留学しカロリュス＝デュランに学んだ。
1878年にニューヨークに戻り、スタジオを開き、絵画教室も開いた。1881年にアメリカ芸術家協会（Society of American Artists）の会員になった。1886年に弟子で後に結婚することになるジュリア・ヘンショー（Julia Henshaw）と共に、著名な芸術家や音楽家、作家が好んで滞在したことで有名なマンハッタンのチェルシーホテルにスタジオを開いた。
ニューヨーク州やその近隣の州の風景を描き日の出や日没の風景、月明かりに照らされた夜景など、トーナリズムの画家たちが好んだ題材を描いた。1893年のシカゴ万国博覧会や1901年にはバッファローの汎アメリカ博覧会(Pan-American Exposition) の展覧会でメダルを受賞し、1904年のセントルイス万国博覧会でもメダルを受賞した。
1907年にナショナル・アカデミー・オブ・デザインの会員に選ばれた。
1937年1月17日にチェルシーホテルで亡くなった。

## 作品

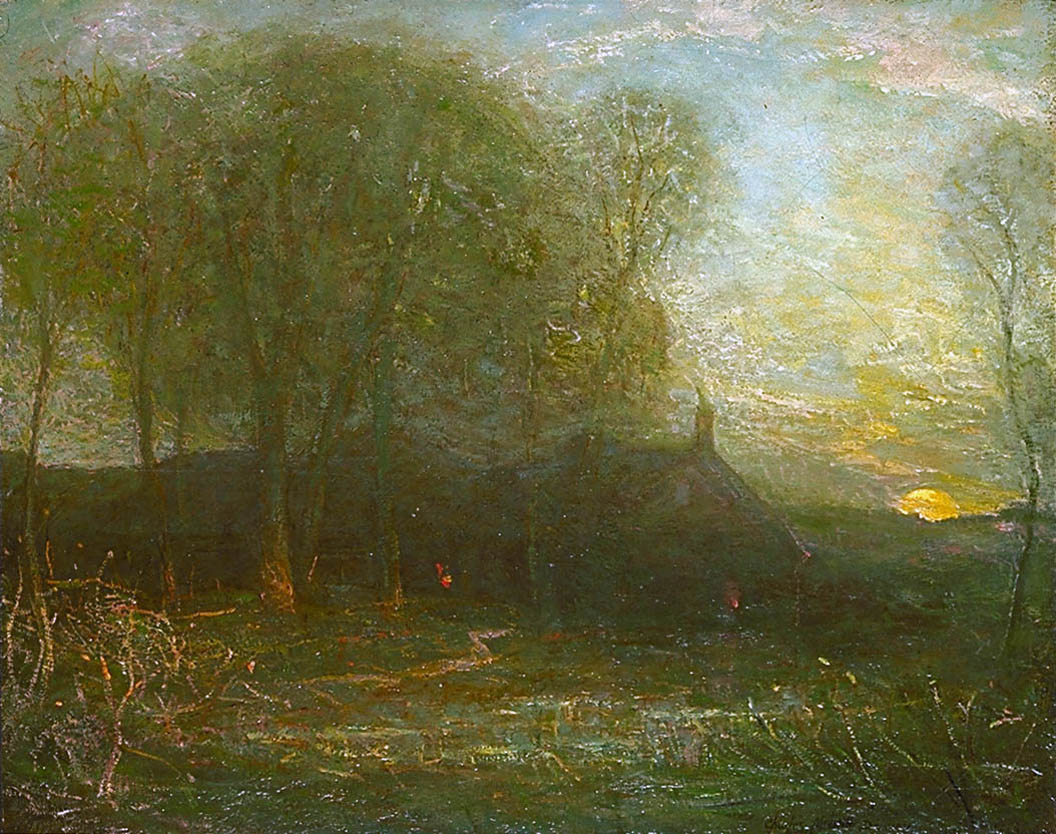
ハーヴェスト・ムーン(c.1908) Smithsonian American Art Museum
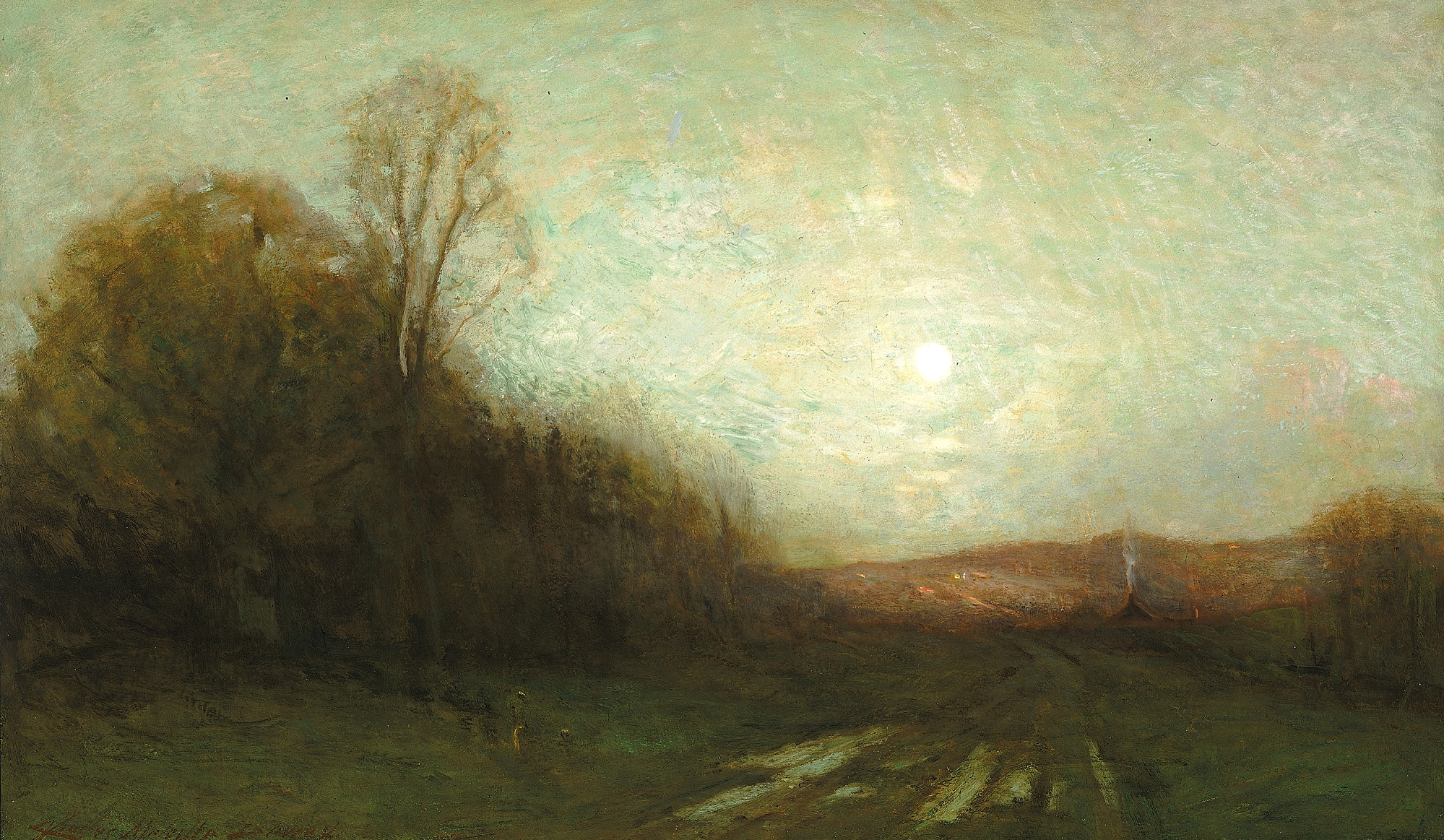
一日の終わり Smithsonian American Art Museum
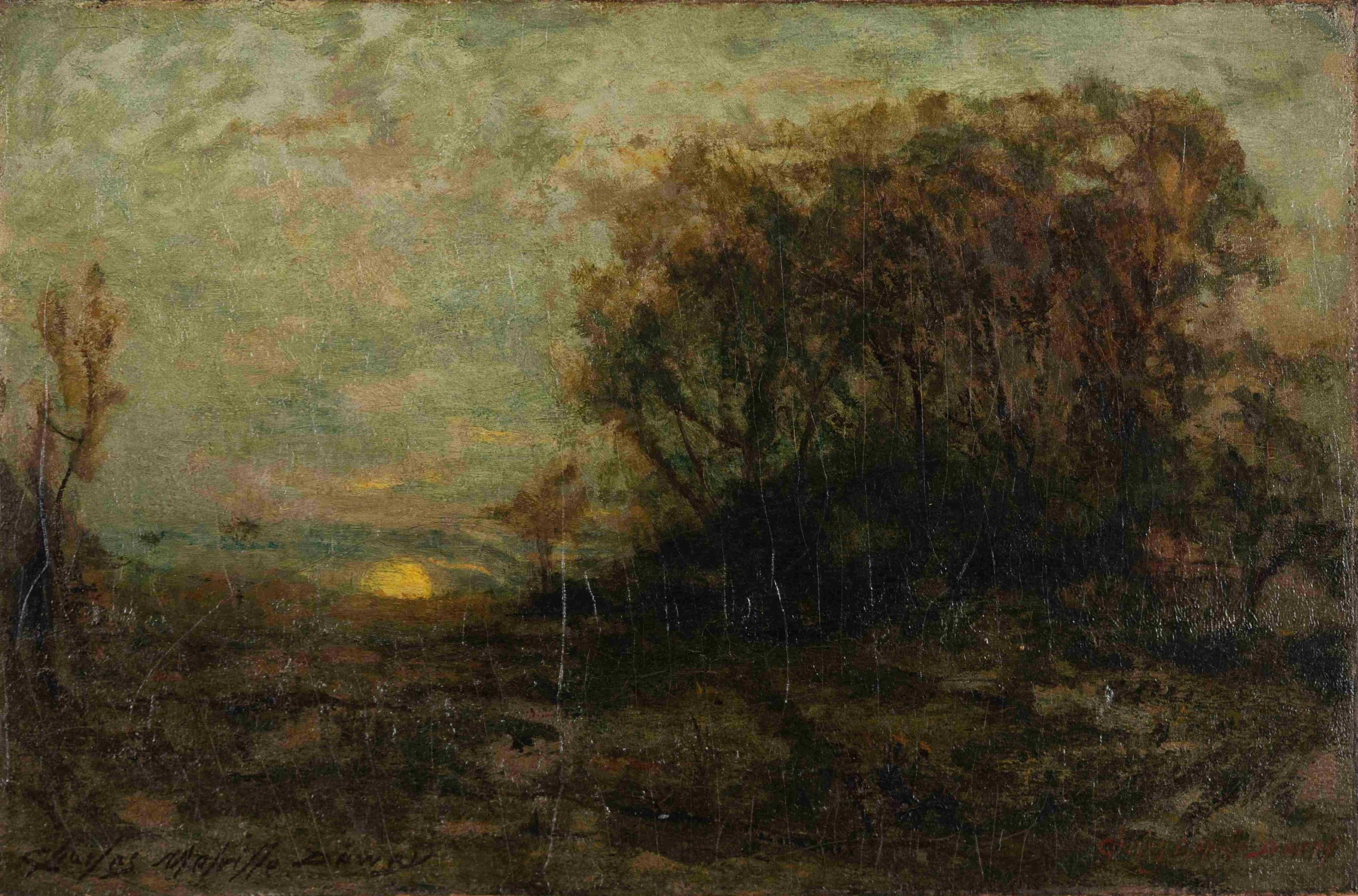
夕刻の風景